# Olmet-et-Villecun
Olmet-et-Villecun is een gemeente in het Franse departement Hérault (regio Occitanie) en telt 114 inwoners (1999). De plaats maakt deel uit van het arrondissement Lodève.

## Geografie
De oppervlakte van Olmet-et-Villecun bedraagt 9,2 km², de bevolkingsdichtheid is 12,4 inwoners per km².
De onderstaande kaart toont de ligging van Olmet-et-Villecun met de belangrijkste infrastructuur en aangrenzende gemeenten.

## Demografie
Onderstaande figuur toont het verloop van het inwonertal (bron: INSEE-tellingen).

## Overleden in Olmet-et-Villecun
- Michel Chevalier (1806-1879), Frans econoom, ingenieur en politicus